# كاين كولتر
كاين كولتر (بالإنجليزية: Kain Colter) هو لاعب كرة قدم أمريكية أمريكي، ولد في 3 أكتوبر 1990 في دنفر في الولايات المتحدة.

## وصلات خارجية
- كاين كولتر على موقع مرجع كرة القدم المحترفة.كوم (الإنجليزية)
- كاين كولتر على موقع كلية كرة القدم في سبورتس رفرنس.كوم (الإنجليزية)